# Dilling (Sudan)
Dilling (auch Dalanj, Dalang etc., arabisch الدلنج ad-Dalanǧ) ist mit 59.089 Einwohnern (Stand 2008) die zweitgrößte Stadt im sudanesischen Bundesstaat Dschanub Kurdufan (Südkordofan).

## Geographie
Die Stadt liegt im Süden des Landes an den Nuba-Bergen auf etwa 685 Metern Höhe. Sie liegt im für die Sahelzone typischen trockenen Savannenklima.
Durch Dilling führt die Straße vom 140 km nördlich liegenden al-Ubayyid zum 115 km südlich liegenden Kaduqli. Südlich der Stadt liegt der Flugplatz Dilling.

## Bevölkerung und Bildung
Die Bevölkerung der Zone besteht aus arabisierten schwarzafrikanischen Völkern. Dazu gehören zum Beispiel die Dilling, die die gleichnamige Sprache sprechen und die Kadaru. Lebensgrundlage ist zu einem großen Teil Landwirtschaft und Viehzucht.
Die Universität Dilling (arabisch جامعة الدلنج, englisch University of Dalanj) bietet unter anderem Fakultäten im medizinischen und sprachlichen Bereich und ist Mitglied in der Association of African Universities.

## Geschichte
Dilling besteht seit mindestens Anfang des 20. Jahrhunderts.
Anfang 2024 war die Stadt im Zuge des Krieges seit 2023 Schauplatz von Gefechten zwischen den Sudanesischen Streitkräften, den Rapid Support Forces und der SPLM-N.

## Persönlichkeiten
- Abdel Gadir Salim (* um 1950), Musiker